# Sorø Sø
Sorø Sø er en ca. 2 km² stor sø der ligger syd og vest for Sorø på Midtsjælland. I nordenden har den forbindelse med Pedersborg Sø og videre til  Tuelsø, der ligger nord for byen; tidligere udgjorde den naturfredede lavning Flommen,  øst for Sorø også en del af søen, så byen nærmest lå på en ø. Den blev tørlagt i 1800-tallet. Søen er delvist skovomkranset, og ved østsiden ligger Sorø Sønderskov og Natura 2000- område nr. 160: Nordlige del af Sorø Sønderskov. Ved det sydøstlige hjørne ligger bydelen Frederiksberg med jernbanestation på Vestbanen. På den nordvestlige bred ligger Grydebjerg Skov. I østenden af søen, lige ud for Sorø Akademi ligger den lille ø Ingemanns Ø. En intensiv miljøindsats har resulteret i så rent  vand i sorøsøerne at det er tildelt Blå Flag, og der kan bl.a. bades i søen ved Skjolden ved den østlige side af Smalsøen op mod Slagelsevej.
Der er muligheder for vandre-, cykel- og løbeture rundt om Sorø Sø af en  afmærket sti på 8,2 km. På selve søen kan man i sommerhalvåret få en rundtur med Sorø Bådfart med turbåden Lille Claus.